# CZFree.Net
CZFree.Net (zkráceně CZF) je nezávislá nezisková amatérská počítačová komunitní síť v Česku (původně jen v Praze), která je vytvářena a spravována komunitou nadšenců. Kdokoliv se může na své náklady připojit k síti CZFree.Net a poskytovat zde své služby, nebo využívat služeb ostatních uživatelů (ať už zdarma nebo za poplatek). 

## Historie
Síť vznikla v Praze v roce 2002 a fungovala v bezlicenčním pásmu 2,4 GHz a používala protokol IEEE 802.11. Síť vznikala živelně bez ucelené koncepce či zastřešující organizace. V roce 2003 byl do sítě připojen i tehdejší ministr informatiky Vladimír Mlynář. V roce 2004 měla síť přes 2000 vysílačů.

### Neutral czFree eXchange
V září 2007 bylo založeno sdružení Neutral czFree eXchange (NFX) s cílem zlepšit propojení pražských a mimopražských cloudů a umožnit případný levnější nákup internetové konektivity. V roce 2012 již patří NFX a jeho dceřiná společnost Freetel mezi významné české provozovatele sítí, členy NIX.CZ a disponuje řadou přímých uplinků do zahraničí.

## Struktura sítě
Síť CZFree.Net je založena na architektuře TCP/IP, využívá protokoly IPv4 a experimentálně IPv6 a jako linkovou vrstvu používá především technologii Wi-Fi (IEEE 802.11), v menší míře Ronja a v poslední době některé cloudy (sdružení) začaly roztahovat i optické sítě. Členové sítě CZFree.Net se zavazují dodržovat na svých zařízeních a spojích sadu doporučení CZFree RFC založenou na RFC.
Síť má vlastní DNS servery, na kterých provozuje doménu nejvyššího řádu .czf.

## Cloud
Správa sítě je decentralizovaná a spadá do jednotlivých cloudů. To jsou autonomní skupiny (geograficky blízkých) uzlů s vlastním rozsahem IP adres. V Praze odpovídá zhruba jedné čtvrti, v ostatních oblastech větším celkům.
Každý cloud má přidělený rozsah IP adres 10.x/16. Uvnitř cloudu se zpravidla k výměně směrovacích informací používá protokol OSPF, mezi cloudy pak jednotně protokol BGP. Ten sjednocuje cesty do ostatních cloudů, takže pak router na Petřinách nemusí rozlišovat desítky položek pro jednotlivé podsítě na Proseku, a stačí mu jedna pro celou tamní oblast.
Organizace cloudů může být různá. V Praze většinou nejsou cloudy přesně organizované, mimo Prahu mají většinou formu občanského sdružení. Příkladem cloudů mohou být: Prosek, PilsFree, Klfree, Czela, Brno, Praha12.net, PVfree, SouthPrague.Net, HKfree, Slfree, Twikinet, JM-Net (jižňák), Břevnov